# Ze Země na Měsíc

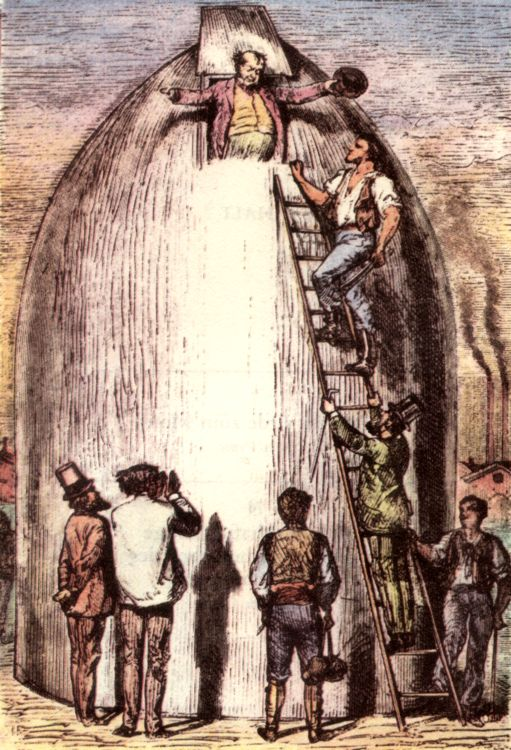
Ze Země na Měsíc, projektil sloužící k cestě na Měsíc, původní ilustrace Henriho de Montauta.

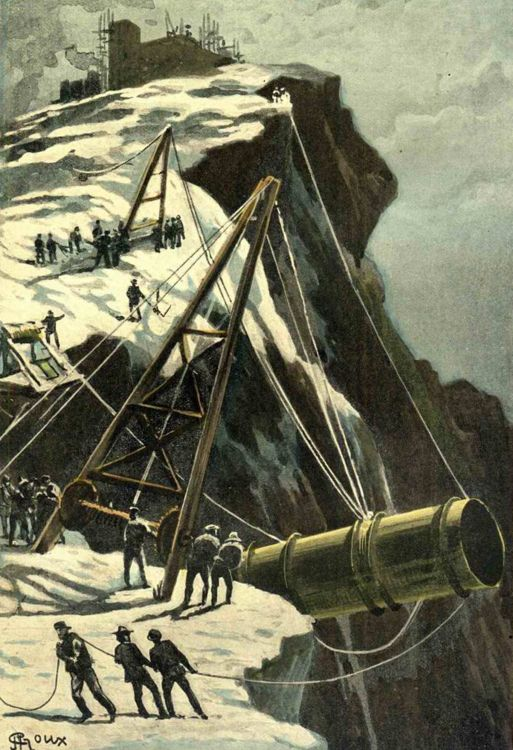
Ze Země na Měsíc, stavba děla Kolumbiada, původní ilustrace Henriho de Montauta.

Ze Země na Měsíc (1865, De la Terre à la Lune) patří, se svým pokračováním Okolo Měsíce (1870, Autour de la Lune), ke známým vědeckofantastickým románům francouzského spisovatele Julesa Verna z jeho cyklu Podivuhodné cesty (Les Voyages extraordinaires). Román Okolo měsíce je dokonce první Vernovou knihou, která vyšla česky, a to už v roce 1870. České názvy některých dalších vydání jsou také Do měsíce, Kolem měsíce nebo Cesta kolem Měsíce.
Jeden z výtisků prvního vydání románu Ze Země na měsíc vynesl v roce 2008 na oběžnou dráhu okolo Země modul Jules Verne zásobující Mezinárodní kosmickou stanici.

## Obsah románů
Romány, které na sebe bezprostředně navazují, vyprávějí o odvážné kosmické cestě tří přátel (kapitán Nicholl, Impey Barbicane a Michel Ardan), členů Gun Clubu z Baltimore, kteří se rozhodli překonat zemskou tíži v projektilu, vystřeleném z obrovitého děla Kolumbiada, namířeného na Měsíc. Toto dělo mělo délku devět set stop (asi 270 metrů), ráži devět stop (cca 2,7 metru), sílu stěn šest stop (cca 1,8 metru) a vážilo šedesát tisíc tun. Bylo zakopáno kolmo do země a vzhledem k tomu, že výstřel měl zasáhnout Měsíc, bylo rozhodnuto umístit dělo na Floridu nedaleko místa zvaného Stone's Hill (o sto let později startoval první skutečný let na Měsíc z mysu Canaveral, vzdáleného jen 250 kilometrů od tohoto místa).
Start výpravy byl v pravdě velkolepý. Na Floridu přijelo několik miliónů diváků, plamen výstřelu byl pozorovatelný do vzdálenosti sto šedesáti kilometrů, všichni přihlížející byli povaleni, došlo k četným zraněním a častým jevem bylo přechodné ohluchnutí.
V další části vyprávění (v románu Okolo Měsíce) líčí autor osudy hrdinů od okamžiku výstřelu po celou dobu letu. Čtenář tak s nimi prožívá stav beztíže, který zažijí při dosažení tzv. „neutrální čáry“, kde je stejná přitažlivost Země i Měsíce, sleduje s nimi jejich dojmy a pozorování prováděná dalekohledem i okénkem střely, když oblétávají Měsíc, a nakonec je svědkem šťastného přistání projektilu do moře na Zemi.
Postava Michela Ardana byla vytvořena podle slavného francouzského fotografa Nadara (1820–1910) i s pomocí anagramu jeho jména.

## Technické omyly
Jules Verne se při psaní obou románů dopustil mnoha technických omylů. Některé z nich byly nejspíš způsobeny tehdejšími nedostatečnými znalostmi, většina ale byla vědomou daní za dramatickou výstavbu díla.
- Litina, kterou autor navrhl, je pro dělo značně nevhodný materiál (je křehká).
- Přetížení při startu by posádku okamžitě rozdrtilo.
- Rychlost plynů nálože nebyla dostatečná pro udělení potřebné rychlosti.
- Odpor vzduchu by relativně lehkou střelu téměř okamžitě zastavil.
- Stav beztíže by trval po celou dobu letu.
- Dopad na hladinu oceánu by byl opět svým přetížením smrtící.
- Je sice teoreticky možné vyslat ze Země těleso na takovou dráhu, aby pasivně, tj. pouze působením gravitace obletělo Měsíc a opět se vrátilo na Zem (tzv. dráha volného návratu), je však nutno s velkou přesností udělit tělesu správnou rychlost co do velikosti i směru. V knize se na tuto dráhu dostane střela náhodně, to je však vysoce nepravděpodobné. V naprosté většině případů těleso opustí gravitační pole Země i Měsíce nebo narazí do Měsíce. Sovětský svaz se pokoušel na dráhu volného návratu posílat některé sondy projektu Zond dokonce záměrně, úspěšnost však byla nízká.

## Podobnost se skutečnou výpravou na Měsíc
- Dělo se jmenovalo Kolumbiáda (Columbiad), velitelský modul Apolla 11 se jmenoval Columbia.
- Posádku v románu i v programu Apollo tvořili tři muži.
- Nikdo z románu na povrchu Měsíce nepřistál. Zde se tedy román spíše podobá misi Apollo 8, kdy trojice astronautů jako první na světě obletěla Měsíc.
- Verneovo dělo bylo umístěno na Floridě, mise Apolla startovaly také z Floridy. Důvod je stejný v knize, jako byl i ve skutečnosti – Verne si uvědomoval, že čím blíže k rovníku se bude start konat, tím méně energie bude k letu potřeba, což je v knize i řečeno. Florida je nejjižnější (a tedy nejblíže k rovníku ležící) stát pevninských USA.
- Přistání proběhlo podle Verna do oceánu, program Apollo také přistával do oceánu.
- Ke korekci dráhy použili románoví hrdinové rakety. Korekční raketové motory měly a mají i současné kosmické lodi.

## Ilustrace
Knihu Ze Země na Měsíc ilustroval Henri de Montaut.

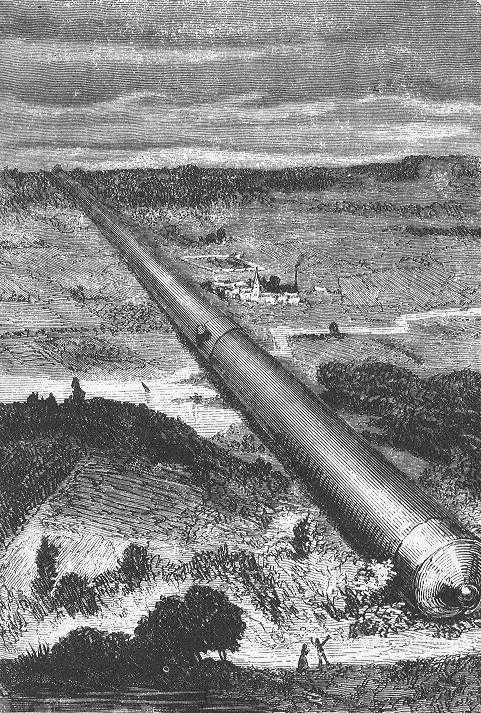
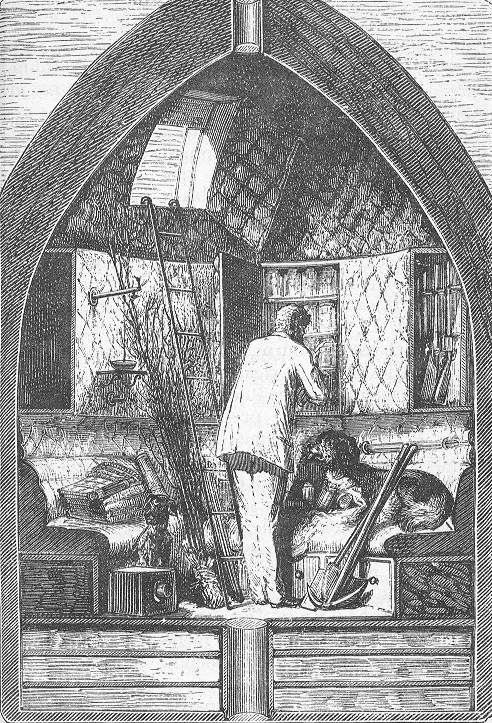
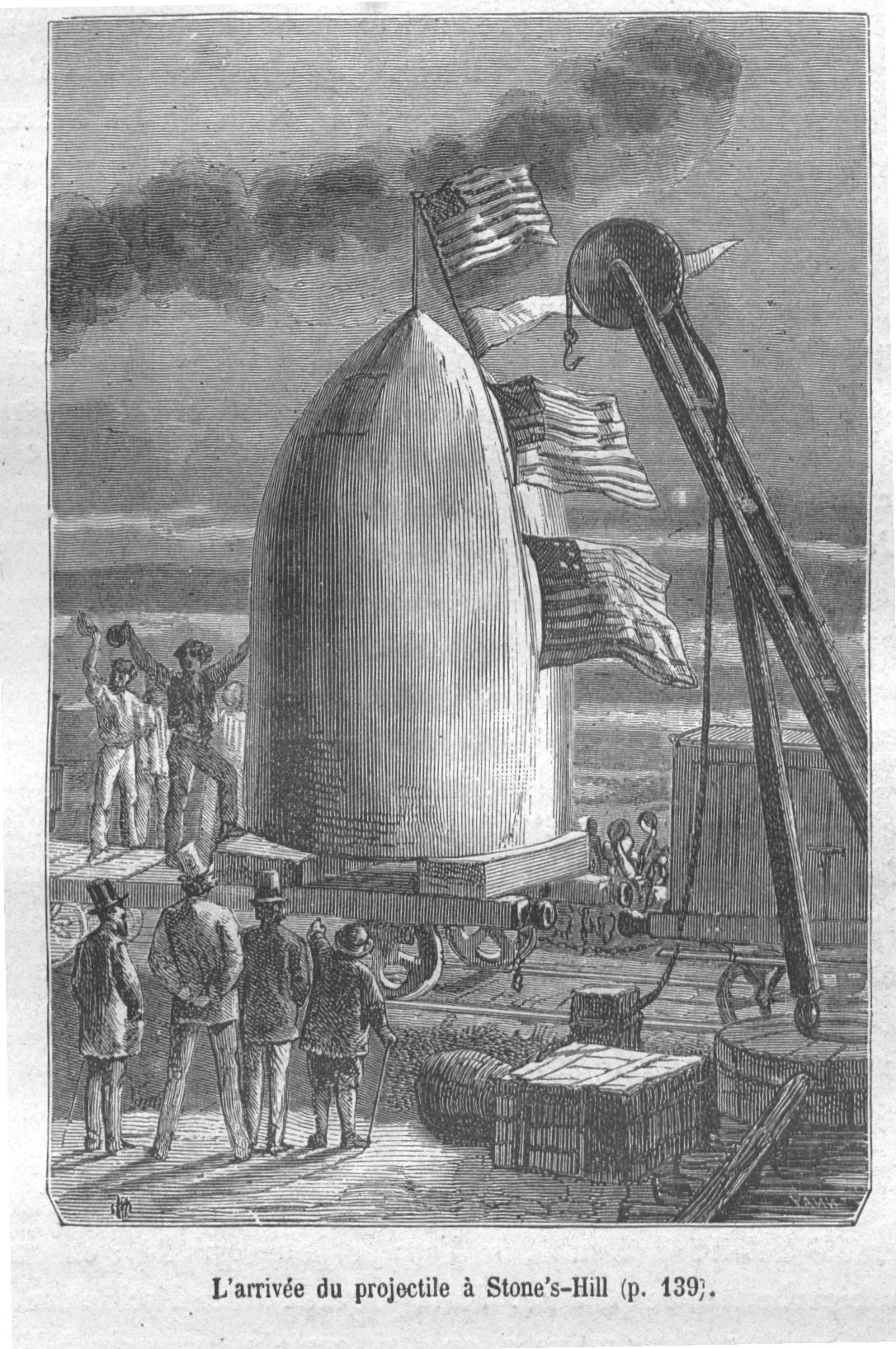
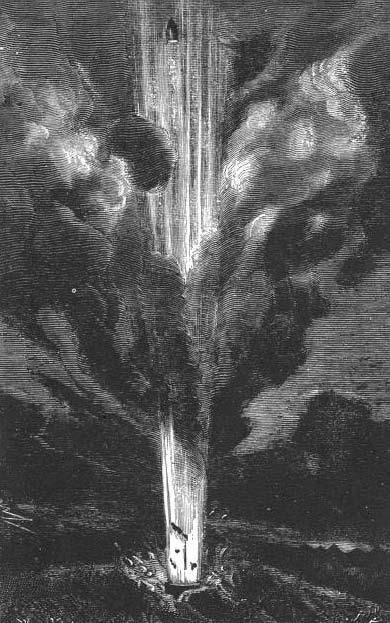
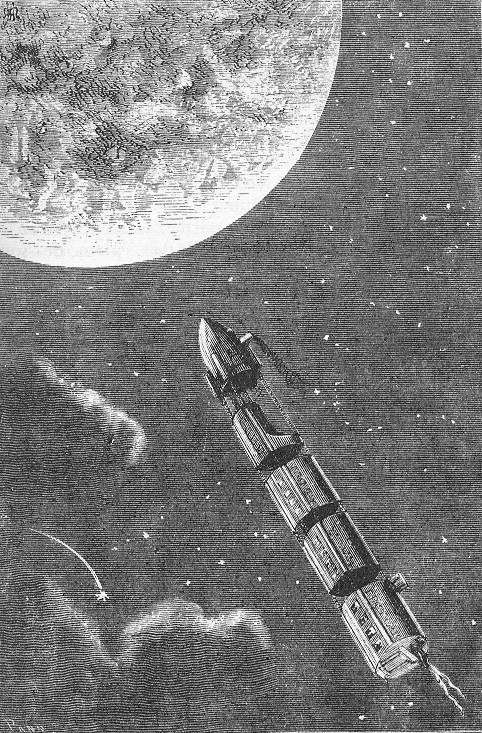

## Filmová zpracování
Román Ze Země na Měsíc se stal roku 1902 velkou inspirací pro francouzského režiséra Georgese Mélièse. Ten v tomto roce na jeho základě natočil první vědeckofantastický film vůbec. Šlo o titul Le Voyage dans la Lune (Cesta na Měsíc) v délce trvání šestnácti minut. Ve filmu však hlavní hrdinové na Měsíci přistanou a prožijí zde další dobrodružství založená na knize První lidé na Měsíci od Herberta George Wellse.
Dalšími známými filmovými adaptacemi románu jsou:
- From the Earth to the Moon (1958, Ze Země na Měsíc, USA) režiséra Byrona Haskinse,
- Rocket to the Moon (1967, Raketa na Měsíc, Spojené království) režiséra Dona Sharpa,
- kreslený film From the Earth to the Moon (1970, Ze Země na Měsíc, USA) režiséra Tila Kiweho.

## Česká vydání obou románů
- Cesta kolem Měsíce, Spolek pro vydávání laciných knih českých, Praha 1870, přeložil a upravil P. R.
- Do Měsíce, Josef R. Vilímek, Praha 1894, přeložil Jaroslav Čermák.
- Cesta kolem Měsíce, Rudolf Štorch, Praha 1895, dle Vernea vypravuje František Hurt.
- Se Země na Měsíc, Bedřich Kočí, Praha 1907, přeložil Jaroslav Horký, znovu Eduard Beaufort 1910.
- Kolem Měsíce, Bedřich Kočí, Praha 1907, přeložil Jan Bohuslav, znovu Eduard Beaufort 1910.
- Do Měsíce, Josef R. Vilímek, Praha 1912, přeložil Jaroslav Čermák, znovu 1920, 1924, 1929.
- Se Země na Měsíc, Mladá fronta, Praha 1956, svazek obsahuje i Okolo Měsíce, přeložila Alena Hartmanová, znovu 1979 a Mustang, Plzeň 1996
- Do Měsíce, Návrat, Brno 1995, přeložil Jaroslav Čermák, znovu 2004.
- Ze Země na Měsíc, Návrat, Brno 1996, přeložil Jaroslav Horký, znovu 2007.
- Ze Země na Měsíc, Omega, Praha 2016, přeložil Jaromír Horký, znovu 2020.
- Ze Země na Měsíc, Nakladatelství Josef Vybíral, Žalkovice 2022
- Kolem Měsíce, Nakladatelství Josef Vybíral, Žalkovice 2022
- Okolo Měsíce, Omega, Praha 2024, přeložil Jaroslav Čermák.